# Chalara microchona
Chalara microchona är en svampart som beskrevs av W. Gams 1976. Chalara microchona ingår i släktet Chalara, divisionen sporsäcksvampar och riket svampar.   Inga underarter finns listade i Catalogue of Life.